# Ladislav Plšek
Ladislav Plšek (27. března 1925 Horní Lideč – 11. listopadu 1952 Věznice Pankrác) byl český dělník a protikomunistický odbojář odsouzený v politickém procesu komunistickým režimem k trestu smrti a v roce 1952 popraven.

## Životopis
Narodil se v roce 1925 v Horní Lidči. Pocházel z chudé rodiny, měl několik sourozenců. Po studiu pracoval v zemědělství a během svého života byl několikrát trestán za drobné trestné činy.

### Po únoru 1948
V roce 1948 nastoupil povinnou vojenskou službu. Poté měl spolu s pěti dalšími spolupracovníky připravovat útěk přes hranice. V roce 1949 byl ovšem zatčen a v květnu 1950 za trestné činy velezrady, vyzvědačství a neoprávněné opuštění republiky odsouzen k třináctiletému trestu odnětí svobody. Nejprve byl umístěn ve Věznici na Borech. Poté byl, zřejmě v létě 1951, převezen do pracovního tábora.

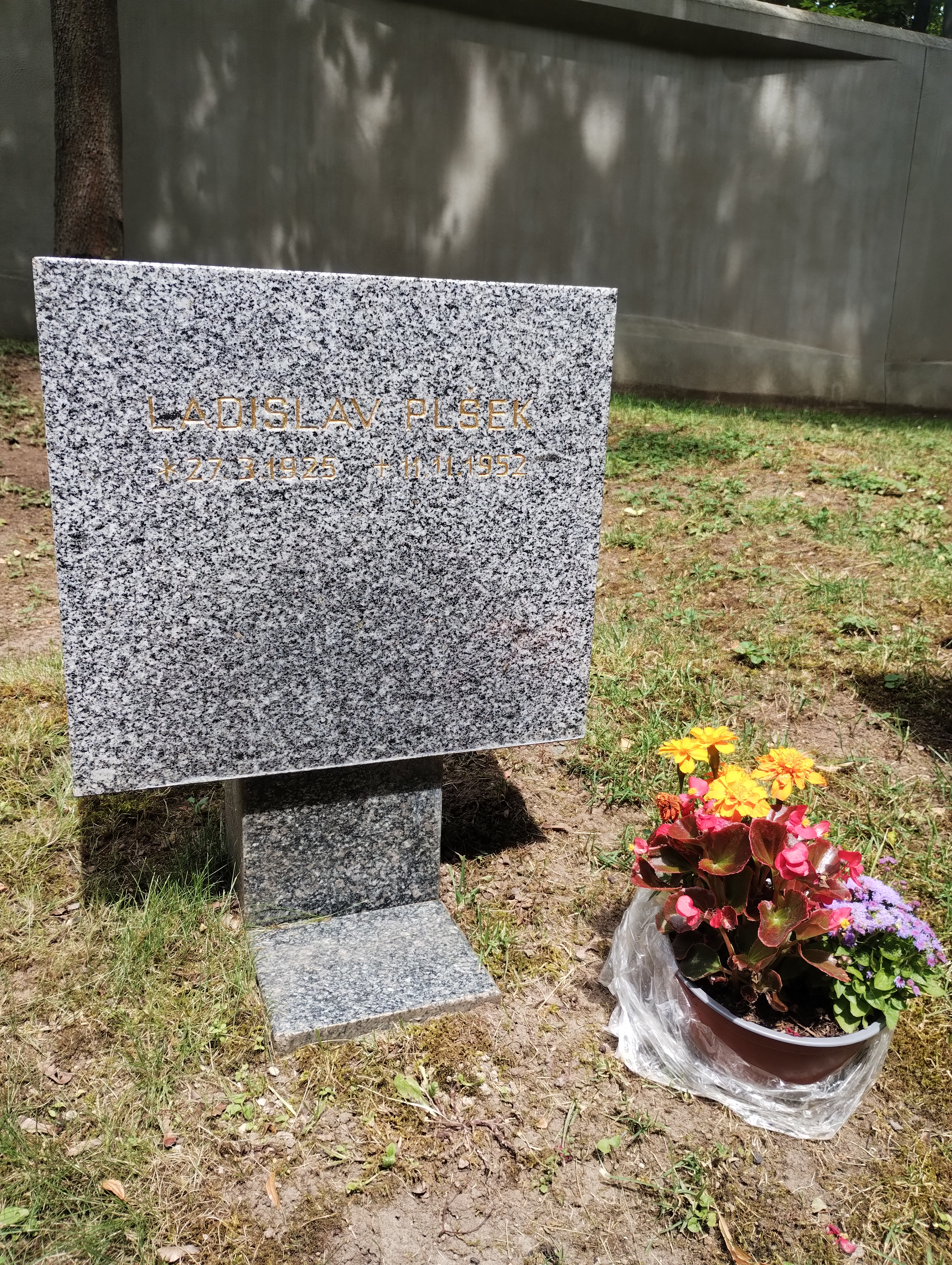
Symbolický náhrobek Ladislava Plška na Čestném pohřebišti v Ďáblicích

V říjnu 1951 se spolu s dalšími deseti vězni pokusil z pracovního tábora uprchnout. To se jim sice podařilo, nicméně během útěku smrtelně zranili jednoho dozorce. Někteří uprchlí vězni poté byli na útěku postupně zastřeleni. Plšek byl ovšem, stejně jako Boris Volek, Karel Kukal a Zdeněk Štich, na útěku dopaden. Poté, co strávil noc v úkrytu v lese, se totiž z neznámého důvodu rozhodl jít zpět směrem k pracovnímu táboru. Poté se vzdal policejní hlídce. V březnu 1952 byl poté v politickém procesu konaném v Jáchymově za trestné činy velezrady, vyzvědačství a vraždy odsouzen k trestu smrti. V květnu 1952 neuspěl s odvoláním a udělena nebyla ani prezidentská milost. Popraven byl v listopadu 1952.